# Rubens (piosenkarz)
Rubens, właśc. Piotr Rubik – polski muzyk, piosenkarz oraz twórca tekstów. Pochodzi z Kłobucka.

## Kariera
8 kwietnia 2022 roku wydał swoją debiutancką EP, zatytułowaną Wynoszę się. W 2022 roku wydał singel „Wszystko ok?” który uzyskał status złotej płyty. Jest byłym członkiem polsko-łemkowsko-ukraińskiego zespołu muzycznego Lemon.
Jego album Piosenki, których nikt nie chciał otrzymał nominację do Fryderyka w kategorii Album roku – indie pop.

## Życie prywatne
Jego partnerką była piosenkarka Daria Zawiałow.

## Dyskografia

### Albumy studyjne
| Rok  | Dane dot. albumu | Najwyższa pozycja na liście |
| Rok  | Dane dot. albumu | OLiS                        |
| ---- | --- | --------------------------- |
| 2022 | Piosenki, których nikt nie chciał - Wydany: 4 listopada 2022 - Wytwórnia: Sony Music - Format: CD, digital download, płyta winylowa | 19                          |
| 2024 | Bez trzymanki - Wydany: 11 października 2024 - Wytwórnia Sony Music - Format: CD, digital download                                  | –                           |

### Minialbumy
| Rok  | Album                                                                                    |
| ---- | ---------------------------------------------------------------------------------------- |
| 2022 | Wynoszę się - Wydany: 8 kwietnia 2022 - Wytwórnia: Sony Music - Format: digital download |

### Single
| Rok  | Tytuł                                   | Certyfikat              | Sprzedaż       | Album                                         |
| ---- | --------------------------------------- | ----------------------- | -------------- | --------------------------------------------- |
| 2022 | "Wszystko ok?"                          | - ZPAV: platynowa płyta | - POL: 50 000+ | Wynoszę się/Piosenki, których nikt nie chciał |
| 2022 | "Nie potrzeba dziś nam"                 |                         |                | Wynoszę się                                   |
| 2022 | "Pani zamieć"                           |                         |                | Wynoszę się                                   |
| 2022 | "Miasto drugich szans"                  |                         |                | Wynoszę się                                   |
| 2022 | "Jakoś trzymam się"                     |                         |                | Piosenki, których nikt nie chciał             |
| 2022 | "Wystrzeliłem tobą się"                 |                         |                | Piosenki, których nikt nie chciał             |
| 2023 | "Pantera disco"                         |                         |                | Piosenki, których nikt nie chciał LP          |
| 2024 | "To nie efekt placebo"                  |                         |                | Bez trzymanki                                 |
| 2024 | "Nim przykryje kurz"                    |                         |                | Bez trzymanki                                 |
| 2024 | "Odwrócę los"                           |                         |                | Bez trzymanki                                 |
| 2024 | "Twoja miłość"                          |                         |                | Bez trzymanki                                 |
| 2024 | "Rzeka która płynie w dwóch kierunkach" |                         |                | Bez trzymanki                                 |

## Nagrody i nominacje
| Rok  | Konkurs                            | Kategoria                 | Tytułem                           | Wynik     | Źródło |
| ---- | ---------------------------------- | ------------------------- | --------------------------------- | --------- | ------ |
| 2023 | Fryderyki 2023                     | Album Roku Indie Pop      | Piosenki, których nikt nie chciał | Nominacja | [ 9 ]  |
| 2023 | Fryderyki 2023                     | Utwór Roku                | "Wszystko ok?"                    | Nominacja | [ 9 ]  |
| 2023 | Fryderyki 2023                     | Fonograficzny Debiut Roku | Rubens                            | Nominacja | [ 9 ]  |
| 2023 | Fryderyki 2023                     | Artysta Roku              | Rubens                            | Nominacja | [ 9 ]  |
| 2023 | Fryderyki 2023                     | Producent Roku            | Rubens                            | Nominacja | [ 9 ]  |
| 2023 | Fryderyki 2023                     | Autor Roku                | Rubens                            | Nominacja | [ 9 ]  |
| 2023 | Top of the Top Sopot Festival 2023 | Bursztynowy słowik        | "Pantera disco"                   | Nominacja | [ 10 ] |